# Гаджиев, Бахман Абиш оглы
Бахман Абиш оглы Гаджиев (азерб. Bəhman Əbiş oğlu Hacıyev; 2 декабря 1926, Кызылшафак, Армянская ССР — 1998, Баку) — азербайджанский советский нефтяник.

## Биография
Родился 2 декабря 1926 года в селе Кызылшафак Зангезурского уезда (позже Сисианского района) Армянской ССР (ныне Торуник Сюникской области).
В 1939 году, окончив 7 классов, переехал в Баку, где окончил среднюю школу № 148 Сабунчинского района. С 1943 года работал помощником оператора в тресте «Азизбековнефть». В 1950 году окончил нефте-горнодобывающий факультет Азербайджанского индустриального института по специальности «Разработка и эксплуатация нефтегазовых месторождений».
Работал мастером по нефтегазовой продукции 6-го участка треста «Бибиэйбатнефть» (с 1950), 2-го участка треста «Гюргяннефть» (с 1951); старшим инженером 2-го участка «Гюргяннефти». В 1953—1960 годы — главный инженер треста «Гюргяннефть». С 1962 года — главный инженер, с 1977 — начальник нефтепромыслового управления имени XXII съезда КПСС.
С марта 1977 года — генеральный директор объединения «Азнефть». За время правления Гаджиева «Азнефтью» произошло много изменений в нефтегазовой промышленности Азербайджана — совместная разведка нефтяных и газовых месторождений с Грузинской ССР (1979—1980, 1981—1985), открыты новые месторождения «Джафарли», «Келамеддин» и «Тарсдалляр», расширено месторождение «Мурадханлы», улучшены условия работы для бурения скважин, приобретены новые центробежные насосы и электродвигатели различных типов.
С 1984 года — директор Всесоюзного Закавказского института техники безопасности. Последние годы жизни работал в АзНА.
Был избран членом ревизионной комиссии XXIV съезда компартии Азербайджанской ССР.
Скончался в 1998 году.

## Научная деятельность
В 1990 году защитил докторскую диссертацию.
Автор 105 научных работ и около 50 изобретений.

## Награды
- два ордена Трудового Красного Знамени (1959, 1971)
- мастер нефти Азербайджанской ССР (1960)
- Ленинская премия в области науки и техники (1961)
- орден Ленина (1965)
- почётный золотой диплом ГДР (1965)
- Заслуженный нефтяник СССР (1966)
- Государственная премия Азербайджанской ССР (1972)
- орден Октябрьской Революции (1975)
- почётный инженер Азербайджанской ССР (1975)
- премия имени Юсифа Мамедалиева (1996).